# Muzeum Wsi Radomskiej w Radomiu
Muzeum Wsi Radomskiej w Radomiu – skansen znajdujący się w Radomiu, w województwie mazowieckim. Usytuowany w malowniczym, pofałdowanym terenie na południowo-zachodnich obrzeżach miasta, w dolinie Mlecznej. Na obszarze 32 ha zgromadzono ponad 60 obiektów architektury ludowej, głównie drewnianej.
Muzeum prezentuje kulturę oraz budownictwo regionu radomskiego. Wśród unikatowych zbiorów znajdują się także współcześnie zrekonstruowane zabudowania.
Na terenie Muzeum wyznaczono ścieżkę przyrodniczą biegnącą pomostami ponad mokradłami. Nad jednym ze stawów znajduje się wieża widokowa.

## Historia

Fragment ekspozycji

Muzeum powstało w 1977 roku na obrzeżach Radomia, skupiając w jednym miejscu zabytki okręgu oraz ukazując charakterystykę zabudowań w dawniejszych czasach. Główną rolą placówki jest gromadzenie i prezentacja zabytków architektury ludowej oraz domów bogatszych mieszkańców (dwory). Wyodrębniona część ekspozycji to skansen bartniczo-pszczelarski. 
Najstarszym z zabytków jest drewniany kościół pw. św. Doroty z Wolanowa (z roku 1749), którego największą wartość stanowi iluzjonistyczna polichromia przedstawiająca bogate wnętrze barokowej świątyni murowanej. Muzeum posiada także kolekcję wiatraków, prezentującą różne typy tych budowli. Oprócz budynków w muzeum znajdują się oryginalne naczynia, przedmioty codziennego użytku, a także zwierzęta gospodarcze m.in. owce, kozy itp. Dzięki temu młodsi zwiedzający mogą realniej odczuć charakter i uroki życia na wsi z początku XX wieku. W skansenie organizowane są też różne imprezy np. Święto Chleba, Święto Ziemniaka czy inscenizacje historyczne.

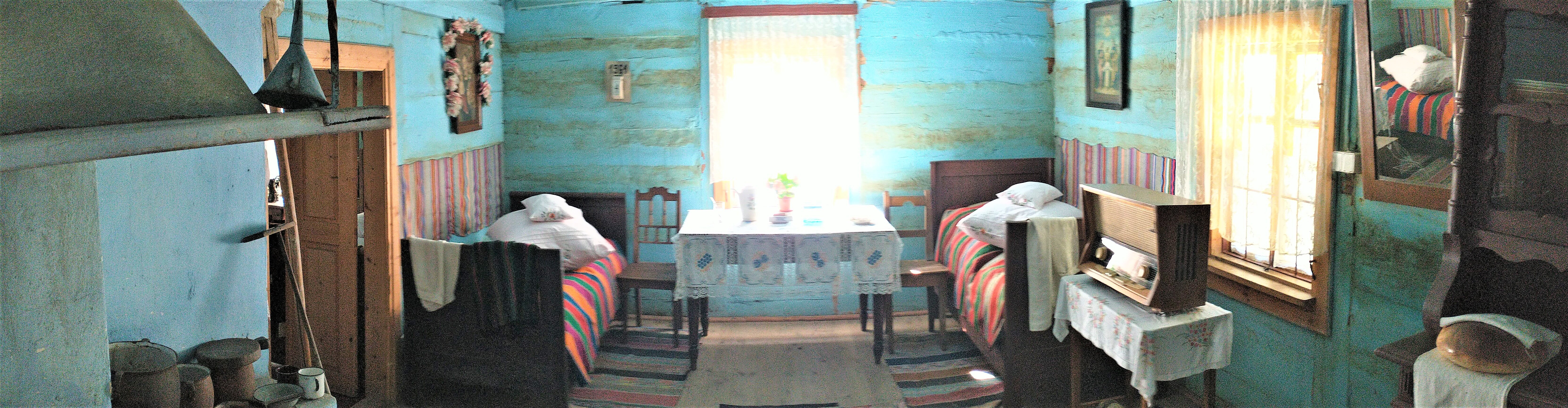
Wnętrze chałupy

Muzeum znajduje się na terenie Obszaru Chronionego Krajobrazu „Dolina Kosówki” (nazwa odnosi się do prawego dopływu Mlecznej, którego ujście jest tuż przed terenem skansenu – mylnie nazwana na mocy Uchwały Rady Miasta Radom nr 480/2009 z dn. 23 lutego 2009 r.), z rzadkimi gatunkami roślin, owadów, płazów. Przez rezerwat wiedzie wyodrębniona ścieżka edukacyjna.
Muzeum Wsi Radomskiej posiada też zbiory autarkicznej techniki rolniczej, obejmującej także jedyny w Polsce zbiór ciągników SAM wytwarzanych w wiejskich zagrodach (rozwijany od r. 2008), wraz z archiwum materiałów dotyczących tego specyficznego zjawiska w polskim rolnictwie.

## Obiekty
Na terenie skansenu zgromadzono następujące obiekty:
- w obrębie zagrody z Chomentowa: chałupa z Chomentowa, piwnica, studnia, spichlerz z wozownią, szopa, sieczkarnia z Janiszewa, ubikacja, bróg z Radomia, stodoła z Borek, obora i chlew z Brzezinek Starych,
- w obrębie zagrody z Jastrzębi: chałupa z Jastrzębi, stodoła z Mąkosów Nowych, obora z Dąbrowy Jastrzębskiej, spichlerz z Bartodziejów, studnia z żurawiem z Mąkosów Starych,
- w obrębie zagrody z Kłonówka: chałupa z Kłonówka, studnia z żurawiem z Kazimierzowa, stodoła z Podzakrzówka, spichlerz z Makowa, obora z Zawady Starej,
- piec garncarski z Rędocina (rekonstrukcja),
- wiatrak z Wierzbicy,
- kuźnia z Trębowca,
- krzyż z Pionek,
- zagroda biedniacza: chałupa z Bartodziejów, kurnik z Kociołek,
- remiza strażacka z Antoniowa,
- w obrębie zagrody z Alojzowa: chałupa z Alojzowa, suszarnia tytoniu i studnia (rekonstrukcje), spichlerz z Rzeczniowa, obora z Alojzowa (rekonstrukcja), stodoła ze Skaryszewa, obora ze Starosiedlic,
- dom ludowy z Jedlni-Poświętnego,
- stodoła sześcioboczna z Grójca,
- kuźnia z Rybiczyzny,
- zespół sakralny: kościół parafialny pw. św. Doroty i Jana Ewangelisty z XVIII wieku z Wolanowa, dzwonnica z Wielgiego,
- zespół dworski: kuźnia dworska z Przysuchy, ubikacja i kurnik dworski z Konar, studnia (rekonstrukcje), czworaki z Konar, spichlerz dworski z Wilkowa, dwór z Pieczysk, dwór z Brzeziec, ekonomia z Wilkowa, kaplica z Rzechowa-Kolonii,
- chałupa z Trzemchy Dolnej,
- wiatraki z: Grabowca, Kajetanowa, Dąbrowy Jastrzębskiej i paltrak z Gniewoszowa,
- spichlerz z Wierzbicy,
- barcie i ule,
- kapliczka św. Jana Nepomucena,
- w obrębie zagrody z Solca: stodoła, wozownia (rekonstrukcja), obora i chałupa,
- młyn wodny z Zajączkowa,
- młyn wodny z Zofiówki,
- tartak z Molend[2].

Ekspozycję uzupełniają: amfiteatr, pomost nad bagnami, wieża widokowa, pawilon ekspozycyjny, Scena pod Dębem, ośrodek edukacji muzealnej i pawilon kasowy.
Przez muzeum przepływa rzeka Kosówka. W obrębie ekspozycji znajdują się stawy. Dyrekcja muzeum mieści się w zabytkowym budynku ekonomii z Wilkowa. Unikatowa jest duża, XIX-wieczna stodoła sześcioboczna z Grójca w stylu typowym dla podobnych obiektów na obszarach Wielkorusi. Inną osobliwością jest dwupoziomowy kurnik z gołębnikiem z Konar, z drugiej połowy XIX w., w stylu występującym na Wyspach Brytyjskich. Co roku na terenie skansenu odbywają się imprezy cykliczne, m.in. uroczystości Bożego Ciała, Sobótki, czy impreza Lato na Wsi.

## Film
W skansenie nakręcono sceny do filmu Przedwiośnie w reżyserii Filipa Bajona, m.in. rozgrywające się w folwarku Chłodek koło Nawłoci, np. Cezary Baryka (Mateusz Damięcki) spotkał tutaj Wandzię.